# 吕跃广
吕跃广（1964年—），山东广饶人，汉族，中国工程院信息与电子工程学部院士、第十二届全国人民代表大会解放军代表。

## 生平
毕业于哈尔滨工业大学光学专业。加入中国共产党，担任总参谋部第五十四研究所副所长、中国工程院信息与电子工程学部院士。2013年，担任全国人大代表。